# غابي فابلر
غابي فابلر (بالإنجليزية: Gabe Gabler)‏ هو لاعب كرة قاعدة أمريكي، ولد في 4 أغسطس 1930 في سانت لويس في الولايات المتحدة، وتوفي بنفس المكان في 4 يناير 2014.